# 米罗斯瓦夫·津塔尔斯基
米罗斯瓦夫·津塔尔斯基（波蘭語：Mirosław Ziętarski，1993年3月9日—），波兰男子赛艇运动员。他曾代表波兰参加世界赛艇锦标赛，获得一枚金牌、一枚银牌和一枚铜牌。他也曾参加2016年和2020年夏季奥林匹克运动会。